# Raad van Elrond
De Raad van Elrond (Engels: The Council of Elrond) is een gebeurtenis in De Reisgenoten, het eerste deel van Tolkiens epos In de Ban van de Ring.

## Verloop
Elrond, de Meester van Imladris, roept vertegenwoordigers van alle rassen bij zich om samen over het lot van de Ring, en zo ook over het lot van heel Midden-aarde, te beslissen. Bij de vergadering zijn velen aanwezig. De volgende deelnemers zijn daarvan met naam bekend:
- de dwergen Glóin en diens zoon Gimli
- de elfen Elrond, Erestor, Galdor, Glorfindel en Legolas
- de hobbits Bilbo Balings, Frodo Balings en, heimelijk, Sam Gewissies
- de mensen Aragorn en Boromir
- Gandalf de Grijze, een tovenaar

Uiteindelijk wordt een reisgezelschap samengesteld dat de Ring naar Mordor moet brengen om hem daar te vernietigen. Dit gezelschap bestaat uit negen personen, als tegenpartij van de negen Nazgûl. Het zijn:
- de hobbits Frodo, Sam, Merijn en Pepijn
- de tovenaar Gandalf
- de mensen Aragorn en Boromir
- de dwerg Gimli
- de elf Legolas